# CoRoT-7 c
CoRoT-7 c est une exoplanète en orbite autour de CoRoT-7, une naine orange plus jeune et plus petite que le Soleil située à environ 490 années-lumière (150 pc) du Système solaire dans la constellation de la Licorne. 

Un système planétaire de deux ou trois planètes a été détecté autour cette étoile :
| Planète                                                                   | Masse (MJ)      | Demi-grand axe (UA) | Période orbitale (d)  | Excentricité |
| ------------------------------------------------------------------------- | --------------- | ------------------- | --------------------- | ------------ |
|                                                                           |                 |                     |                       |              |
| CoRoT-7 b                                                                 | 0,0151 ± 0,0025 | 0,0172 ± 0,00029    | 0,853585 ± 2,4 × 10-5 | Fixée à 0    |
| CoRoT-7 c                                                                 | 0,0264 ± 0,0028 | ~ 0,046             | 3,698 ± 0,003         | Fixée à 0    |
| CoRoT-7 d *                                                               | 0,052 ± 0,001   | ~ 0,08              | 9,021 ± 0,019         | Fixée à 0    |
| * La détection de CoRoT-7 d est discutée et, pour l'heure, non confirmée. |                 |                     |                       |              |
|                                                                           |                 |                     |                       |              |
| Système planétaire de CoRoT-7.                                            |                 |                     |                       |              |

CoRoT-7 c est une planète de type Super-Terre d'une masse d'environ 8,4 masses terrestres pour une orbite de 0,046 UA autour de son étoile. La planète tourne autour de son étoile en 3,7 jours, soit 89 heures environ.
Contrairement à CoRoT-7 b, l'exoplanète n'a pas été découverte par le satellite CoRoT, mais par le spectrographe HARPS de l'Observatoire de La Silla au Chili, le 24 août 2009, car son transit est impossible à observer, empêchant la détermination du rayon et de la densité.